# Bleach
Bleach (ブリーチ romanizado BLEACH en Japón?) es una serie de manga escrita e ilustrada por Tite Kubo. La serie narra las aventuras de Ichigo Kurosaki, un adolescente que accidentalmente absorbe los poderes de una shinigami —personificación japonesa del Dios de la muerte— llamada Rukia Kuchiki. Una vez que Ichigo obtiene estas habilidades es obligado a orientar a las almas buenas después de la muerte y defenderlas de los hollows, espíritus malignos que tratan de devorarlas. La obra está basada en un one-shot que Kubo había realizado para la revista Shōnen Jump después de la cancelación de su primer manga, Zombie Powder. El capítulo piloto fue difundido en Akamaru Jump, y posteriormente la serie se publicó en la revista Shōnen Jump.
El manga comenzó a publicarse el 7 de agosto de 2001 por la editorial Shūeisha en la revista semanal japonesa Shōnen Jump, hasta agosto de 2016, llegando a publicarse un total de setenta y cuatro volúmenes en formato tankōbon. Posteriormente, el manga fue adaptado a una serie de anime producida por el estudio Pierrot. El anime se emitió en Japón desde el 5 de octubre de 2004 hasta el 27 de marzo del 2012, por la cadena televisiva TV Tokyo, y alcanzó un total de 366 episodios, divididos en dieciséis arcos argumentales. Su secuela es Bleach: La guerra sangrienta de los mil años. Además, Bleach ha dado lugar a dos animaciones originales, cuatro películas de animación, una película de acción real, siete musicales de rock, dos novelas ligeras, cuatro artbooks y numerosos videojuegos, así como llevó a la comercialización de muchos tipos de mercancías relacionadas con los personajes de la serie. Las versiones en español del manga son publicadas por la editorial Editores de Tebeos —antiguamente conocida como Ediciones Glénat— en España, por Grupo Editorial Vid (fuera de impresión) y más tarde, en 2015 por Panini Cómics en México, y por Editorial Ivrea en Argentina. En Latinoamérica las dos primeras temporadas del anime se estrenaron por Animax Latinoamérica y la tercera temporada fue estrenada en Chile el 2 de noviembre de 2015 por el canal ETC. 
Tanto el anime como el manga han alcanzado un gran éxito dentro y fuera de Japón. En el año 2005, el manga obtuvo el premio Shōgakukan en la categoría shōnen, uno de los premios más prestigiosos que se entrega anualmente en Japón. Posteriormente, en un ranking publicado por TV Asahi sobre los cien animes más populares del 2006, Bleach alcanzó el puesto siete. Además, en el 2008 fue el quinto manga más vendido en Japón, mientras que en el 2009 fue el tercero al ser superado por One Piece y Naruto, respectivamente.

## Argumento

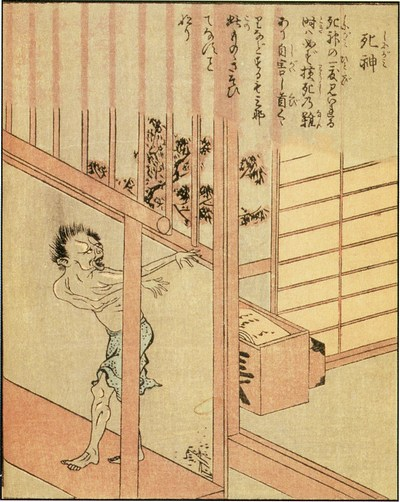
Representación artística de un ejemplo de un shinigami en el libro Ehon Hyaku Monogatari, usado como inspiración para la creación de los shinigami de la serie.

Ichigo Kurosaki es un adolescente japonés aparentemente ordinario que tiene la facultad de interactuar con los espíritus. Una noche, se topa con un ente que no había conocido antes, una shinigami —personificación japonesa del Dios de la muerte— llamada Rukia Kuchiki, quien se sorprende de que pueda verla y de su poder espiritual latente. Sin embargo, su conversación es interrumpida por la aparición de un hollow, un espíritu maligno que deja malheridos a la familia Kurosaki y a la propia Rukia al tratar de proteger a Ichigo. Esta intenta traspasarle parte de sus poderes a Ichigo para que pueda enfrentarse al hollow en igualdad de condiciones, pero él sin darse cuenta los absorbe casi por completo y logra vencer con facilidad al espíritu. Al día siguiente, Rukia aparece en la clase de Ichigo como una humana de apariencia normal, y le informa que debido a que ha absorbido la mayoría de sus poderes no puede regresar a su mundo hasta que los recupere. Entretanto, Ichigo acoge a Rukia en su casa y toma su trabajo de shinigami, defendiendo a las almas buenas de los hollows y orientándolas a la Sociedad de Almas.
Unos meses más tarde, en la Sociedad de Almas se dan cuenta de que Rukia ha entregado sus poderes a un humano, algo prohibido, por lo que envían un destacamento para arrestarla y luego aplicarle la pena de muerte. Ichigo no logra evitar la captura de Rukia, pero junto con varios de sus compañeros de clase, que también poseen capacidades espirituales, es enviado bajo la guía de Yoruichi Shihōin a la Sociedad de Almas por Kisuke Urahara —ambos resultan ser excapitanes shinigami—, para rescatar a la prisionera. Allí, Ichigo y el resto luchan contra la élite militar de shinigami y finalmente consiguen detener la ejecución de Rukia.
En ese entonces, se revela que la ejecución de Rukia y el intento de rescate de Ichigo fueron manipulados por Sōsuke Aizen, un shinigami de alto nivel que según se creía había sido asesinado, pero que resulta ser el artífice de un plan mediante el cual quiere tomar el control de la Sociedad de Almas. Aizen traiciona a sus compañeros y aliados shinigami para marcharse a Hueco Mundo, el lugar donde habitan los hollows, convirtiéndose en el principal antagonista de la serie. Así, Ichigo se alía con los que eran sus enemigos en la Sociedad de Almas al percatarse de la farsa planeada por Aizen. Tiempo después aparecen nuevos enemigos: los arrancar, una especie de evolución de los hollows, los cuales son enviados al mundo real por Aizen, quien pretende destruir la ciudad Karakura con el fin de forjar una llave con la energía espiritual que se encuentra allí para poder acceder al Rey de la Sociedad de Almas y tener el control de todos los mundos. Posteriormente, todos los Espada —los arrancar más poderosos— son derrotados, e Ichigo se somete a un intenso entrenamiento para volverse lo suficientemente fuerte como para luchar contra Aizen. Una vez que Ichigo hizo uso de todos sus poderes shinigami para derrotar a Aizen, este volvió a convertirse en un humano ordinario, perdiendo así sus habilidades.
Diecisiete meses después, Ichigo conoce a un grupo de humanos con habilidades especiales que hacían llamarse «Xcution». Tras ello, Ichigo es sometido a un arduo entrenamiento para recuperar sus poderes shinigami. Primeramente, logra desarrollar su propio fullbring luego de la aparición de Shūkurō Tsukishima, el antiguo líder de Xcution y quien parecía ser el nuevo antagonista de la historia. No obstante, después de que Ichigo consiguiera completar sus habilidades con el fullbring, se revela que el verdadero líder de Xcution es Kūgo Ginjō, un ex shinigami sustituto cuyo plan era entrenar a Ichigo para luego absorber sus poderes. Con la ayuda de la Sociedad de Almas, se entabla una batalla que da fin a Kūgo y sus planes, e Ichigo consigue recuperar sus capacidades perdidas.
Meses después de que Ichigo recuperara sus poderes, la sociedad de almas comienza a ser atacada por el Wandereich, una organización conformada por varios Quincies sobrevivientes de la guerra contra los shinigami. Pese a los esfuerzos de los shinigami por oponerse a los ataques, el wandenreich los supera en estrategia habiendo reclutado arrancars para su ejército e iniciando un ataque contra la sociedad de almas que resulta en la derrota de varios capitanes que pierden sus bankai debido a un dispositivo que permite el robo de estos. Ichigo intenta ir en auxilio de la sociedad de almas pero a su arribo es derrotado por Yhwach, líder del Wandereich y el progenitor de los Quincies quien también tiene una conexión con el muchacho debido a que una parte de su esencia vive en todos los Quincies. Con ese conocimiento Ichigo confronta a su padre sobre sus orígenes descubriendo que su madre fue una Quincy y las verdaderas circunstancias en las que ella murió. Por otra parte Uryu Ishida, se une voluntariamente al Wandenreich a medida que Ywach y sus fuerzas se preparan para los preparativos finales de su plan. Este consiste en causar el fin de los tiempos al eliminar al rey espiritual, la deidad que mantiene el orden en todo el universo por lo que Ichigo junto a sus aliados y los capitanes del Seiretei tienen que unirse para tener un último confrontamiento en el palacio espiritual. En su última confrontación contra Yhwach Ichigo consigue derrotarlo con mucho esfuerzo y con el apoyo de Orihime, Uryu y Aizen para poder contrarrestar su temible habilidad the almigthy (全知全能 ジ・オールマイティ  Ji Ōrumaiti?) con la que puede manipular las probabilidades a su favor al viajar a múltiples realidades en las que el pierde. Diez años después, Ichigo de ahora, de 27 años, vive una vida tranquila al lado de Orihime con quien tiene un hijo al que llaman Kazui que hereda los poderes shinigami de su padre con los que es capaz de borrar el remanente restante de la esencia de Yhwach (que había amenazado con regresar algún día en el futuro) y sorprender a Ichika Abarai, la aprendiz de Shinigami que también es hija de Rukia y Renji.

## Aspectos de la serie
La serie tiene lugar en un universo de ficción en el que los personajes están divididos en distintas razas ficticias. Todas estas razas son los seres humanos, que en el momento en que murieron, pudieron o no descansar en paz. Las almas que logran descansar en paz son enviadas a la Sociedad de Almas por un shinigami, en la que viven durante mucho tiempo hasta resucitar en un nuevo cuerpo. Mientras que las que no descansan en paz, son en ocasiones devoradas por los hollows, quienes después las llevan a Hueco Mundo para transformarlas en uno de ellos. Además, algunos de los personajes humanos de la serie poseen habilidades sobrenaturales, ya que tienen un alto nivel de reiatsu (霊圧?) —energía espiritual—. Inicialmente los amigos de Ichigo no poseían poderes, pero una vez que él absorbió los poderes de Rukia e interactuó con ellos, empezaron a liberar habilidades únicas que nadie más posee, y de las cuales se desconocían.

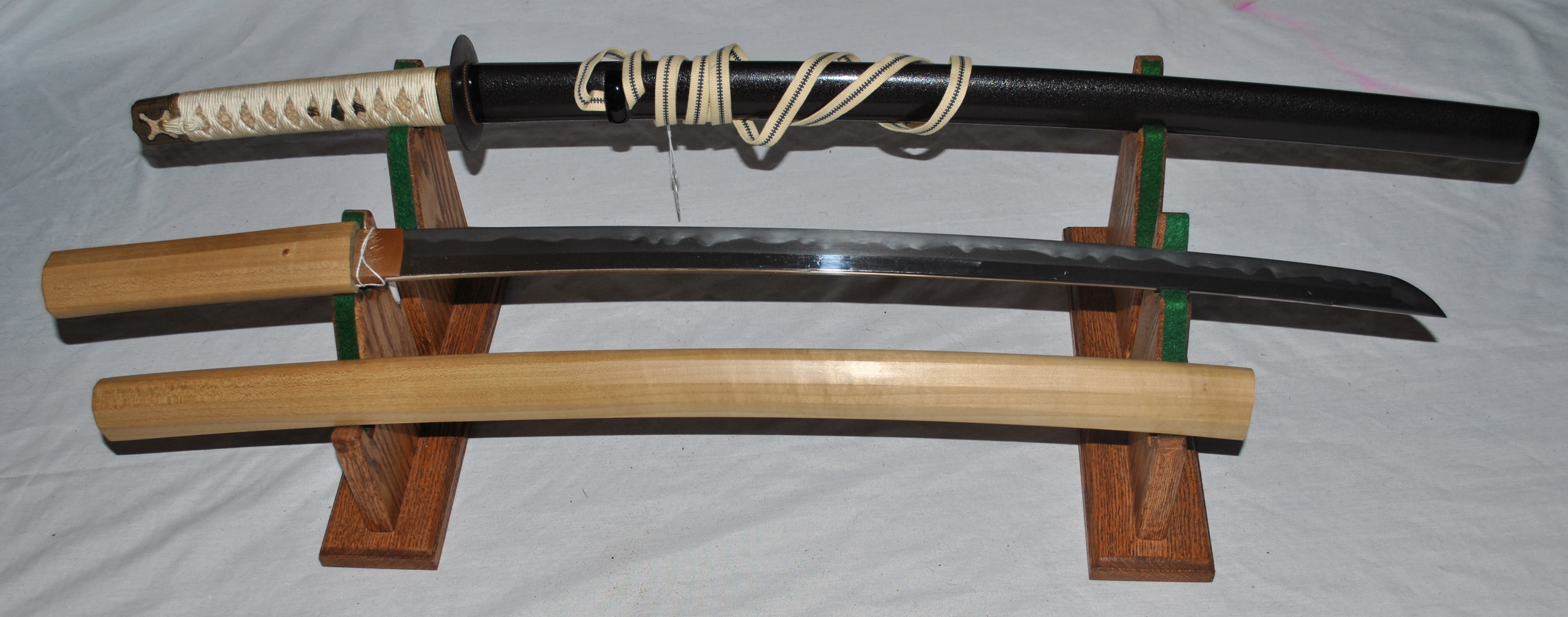
Imagen de algunas katana, las cuales son similares a las zanpakutō usadas en la serie.

En Bleach, además de los seres humanos que son personas normales que no pueden ver o interactuar con los espíritus, existen cuatro tipos de razas principales, como los shinigami (死神?  lit. «dios de la muerte», aunque conocidos como «segadores de almas» en el doblaje al español), quienes se encargan de proteger a las almas buenas de los hollows, y para ello emplean hechizos denominados kidō (鬼道?  lit. «magia demoníaca») o utilizan zanpakutō para purificarlos y a su vez enviar a las otras almas a descansar en paz; otros artefactos como los gigai (義骸?  lit. «esqueleto de la justicia»), le permiten a los shinigami tener un cuerpo temporal mientras están en el mundo humano. Por otro lado, los hollows (ホロウ horō?, lit. «hueco») son espíritus corrompidos que viajan al mundo humano para alimentarse de las almas que se han quedado allí. Más tarde, aparecen los arrancar (アランカル arankaru?), que son aquellos hollows que han conseguido quitarse parte de su máscara y de esta forma obtienen poderes similares a los de un shinigami. Por último, están los quincy (滅却師 kuinshī?, lit. «destructor»), un clan de seres humanos que a lo largo de muchos siglos se han convertido en seres espirituales para poder defenderse de los hollows. Además, en el desarrollo de la serie se van revelando nuevos seres: los visored (仮面の軍勢 vaizādo?, lit. «soldados enmascarados»), un grupo de shinigami que ha logrado conseguir los poderes de un hollow; las almas modificadas (改造魂魄 kaizō konpaku?), que son almas artificiales creadas por los investigadores de la Sociedad de Almas; y los bount (バウント baunto?), un grupo de entes espirituales que tiene poderes especiales, aunque estos últimos fueron incluidos solamente en el anime en una saga de relleno. Asimismo, existen personas como los fullbringer, quienes poseen poderes especiales a través de una herramienta llamada fullbring (完現術（フルブリング） Furuburingu?, lit. «Manifestación final del arte»), una habilidad que consiste en extraer el alma de los objetos y utilizarlas principalmente como un arma. Debido a que son razas distintas, viven en mundos totalmente diferentes. Los seres humanos que aparecen en la serie son residentes de un Japón moderno.
Los shinigami habitan en el Seireitei (瀞霊廷?  lit. «corte de las almas puras»), situado en el centro de la Sociedad de Almas (尸魂界 Sōru Sosaeti?), mientras que las almas que mueren son enviadas al Rukongai (流魂街?  lit. «ciudad de los espíritus vagos»), compuesto por ochenta distritos. Los hollows viven en Hueco Mundo (虚圏 Weko Mundo?), donde la energía espiritual es escasa, por lo que tienen que viajar al mundo humano para alimentarse. Asimismo, en la serie han aparecido otros mundos, como el Valle de los Alaridos, el infierno y el Wandenreich, pero se conoce poco acerca de ellos.

## Personajes principales
A continuación se describirá brevemente a los personajes principales y se nombrará a los seiyū de la versión original japonesa y a los actores del doblaje en Hispanoamérica y España:
- Ichigo Kurosaki (黒崎一護 Kurosaki Ichigo?) es un estudiante de preparatoria que tiene la habilidad de interactuar con espíritus. Se ve obligado a convertirse en un shinigami sustituto involuntariamente, ya que absorbe la mayor parte de los poderes de otra shinigami llamada Rukia.[2][18] Cuando se creó la serie de manga, Kubo comentó que Rukia Kuchiki había sido el primer personaje que ideó, pero no para que fuera la protagonista de la obra, así que diseñó a Ichigo para que cumpliera ese rol.[49] En la adaptación japonesa su seiyū es Masakazu Morita,[18] mientras que en el doblaje hispanoamericano es Eduardo Garza,[50] y en el español es Sergio Zamora.[51]

- Rukia Kuchiki (朽木ルキア Kuchiki Rukia?) es una shinigami enviada a la ciudad de Karakura para eliminar a todos los hollows de ese lugar. A pesar de que su apariencia física es la de una adolescente, en realidad es diez veces mayor que Ichigo.[18] Al principio de la historia, se ve obligada a transferir sus poderes a Ichigo y por ello asume un estilo de vida temporal como una humana normal,[2] para enseñarle a utilizar sus poderes de shinigami hasta que ella pueda recuperar los suyos y así marcharse a su mundo.[19] Kubo comentó que Rukia fue el primer personaje creado en la serie, y decidió utilizar su diseño para crear a los demás shinigami de la obra.[17] En la adaptación japonesa su seiyū es Fumiko Orikasa,[18] mientras que en el doblaje hispanoamericano es Liliana Barba,[52] y en el español es Belén Roca.[53]

- Orihime Inoue (井上織姫 Inoue Orihime?) es una compañera de clases de Ichigo, vinculada a él gracias a su amiga Tatsuki Arisawa. Es huérfana y fue criada por su hermano mayor, Sora. Sin embargo, este murió en un accidente automovilístico, dejándola completamente sola.[47] Inicialmente carece de poderes espirituales, pero en el transcurso de la serie desarrolla su conciencia espiritual, obteniendo así habilidades únicas.[22][23] Aunque no es una shinigami, tiene poderes de sanación en un área corta y puede crear escudos medianamente fuertes. Está enamorada de Ichigo, y en una ocasión va a su habitación y se le confiesa, aunque este duerme. En la adaptación japonesa su seiyū es Yuki Matsuoka,[45] mientras que en el doblaje hispanoamericano es Claudia Motta,[54] y en el español es Núria Trifol.[55]

- Uryū Ishida (石田雨竜 Ishida Uryū?)[n. 3] es un quincy, descendiente de una línea de cazadores de hollows. Al comienzo de la serie tiene cierta rivalidad con los otros personajes principales, puesto que siente un profundo rencor hacia todos los shinigami, incluyendo a Ichigo,[56] pero con el transcurso de la historia se vuelven amigos.[57] No obstante, aun siendo amigo de Ichigo, este no puede dejar de competir contra él.[57] En la adaptación japonesa su seiyū es Noriaki Sugiyama,[58][59] mientras que en el doblaje hispanoamericano es Víctor Ugarte,[60] y en el español es Óscar Muñoz.[61]

- Chad (チャド Chado?), cuyo verdadero nombre es Yasutora Sado (茶渡泰虎 Sado Yasutora?), es uno de los mejores amigos de Ichigo en la escuela.[62] A pesar de su imponente aspecto es muy manso, y se niega a combatir a menos que sea por el bien de otro.[47] Al principio Chad no puede ver a los hollows,[47] pero esto cambia cuando un grupo de niños son atacados por uno.[63] En ese momento descubre una habilidad única: una armadura que fortalece su brazo derecho.[63] Posteriormente, desarrolla la capacidad de disparar la energía por su brazo y también descubre que su brazo izquierdo tiene una capacidad ofensiva de gran alcance.[64] En la adaptación japonesa su seiyū es Hiroki Yasumoto,[62] mientras que en el doblaje hispanoamericano es Diego Armando Nieves,[65] y en el español es Oriol Rafel.[66]

## Producción
Bleach se originó a partir del afán de Tite Kubo de crear un shinigami vestido con un kimono, visualización que sirvió de base para diseñar a los shinigami de la serie. La historia original se presentó en la revista semanal Shōnen Jump como un one-shot, poco después de que a Kubo se le cancelara su primer manga, Zombie Powder. Aunque el one-shot fue rechazado, Akira Toriyama —el creador de Dragon Ball— leyó la historia y le escribió una carta de aliento a Kubo. Más tarde, Bleach fue publicado en Akamaru Jump. Luego, fue aceptado para una publicación en Shōnen Jump por un breve período de tiempo e inicialmente fue destinado a ser una serie corta, con una longitud máxima de serialización de cinco años. Kubo comentó que las influencias para idear los elementos de Bleach provienen de otras series manga, la música, las lenguas extranjeras, la arquitectura y el cine. Además, atribuyó su interés en los dibujos de monstruos supernaturales de Shigeru Mizuki en la serie GeGeGe no Kitarō y de las armaduras de batallas hechas por Masami Kurumada en Saint Seiya, ya que eran historias que disfrutó mucho cuando era niño. El mangaka también declaró que desea hacer de Bleach una experiencia que solo puede encontrarse mediante la lectura de manga.
A la hora de escribir el argumento o cuando aparecían dificultades en la creación de un nuevo material, el autor comentó que empezaba pensando en nuevos personajes, a menudo varios al mismo tiempo, y releyendo los volúmenes anteriores de Bleach. Señaló además que le gusta crear personajes que tengan una apariencia externa que no coincida con su verdadera naturaleza, un elemento que aparece en muchos de los personajes de Bleach, puesto que el mangaka se siente «atraído por las personas con esa aparente contradicción» y se encuentra con «ganas de crear personajes así cuando trabaja». La terminología usada en Bleach tiene una variedad de inspiraciones y cada tipo de personaje tiene un estilo lingüístico diferente; por ejemplo, la mayoría de los nombres para designar las zanpakutō y los hechizos usados por los shinigami se inspiran en la literatura japonesa antigua. Las técnicas de los quincy son en alemán, como «heißen», que significa «calentar»; mientras que las de los arrancar y los hollow son en español, como «resurrección», «hierro» o «sonido», además de la utilización términos en inglés para los fullbringers, como «dollhouse» —trad. «casa de muñecas»—. El autor se interesó en el idioma español, ya que, según él, el lenguaje suena «fascinante y manejable». En la realización de escenas de batallas, Kubo comentó que su principal inspiración es la música rock, y a la hora de elegir el mejor ángulo de una escena, busca que se vea bien, sea realista y refleje el mayor dolor en función del personaje.

## Contenido de la obra

### Manga
El manga de Bleach se publicó por primera vez en agosto de 2001 por la editorial Shūeisha, en la revista Shōnen Jump, hasta su final el 22 de agosto de 2016. El primer tankōbon fue publicado el 5 de enero de 2002, mientras que el septuagésimo cuarto y último hizo lo propio el 4 de noviembre de 2016. Las versiones en español del manga comenzaron a publicarse en España por la editorial Editores de Tebeos —antiguamente conocida como Ediciones Glénat— y posteriormente por Panini Cómics, por Grupo Editorial Vid en México y por Editorial Ivrea en Argentina.
En 2005 el manga obtuvo el premio Shōgakukan en la categoría shōnen, uno de los premios más prestigiosos que se da anualmente en Japón. En 2008 fue el quinto manga más vendido, siendo solamente superado por One Piece, Naruto, 20th Century Boys y Katekyō Hitman Reborn! respectivamente, pero para 2009 fue el tercero. Sin embargo, en 2011 Bleach redujo considerablemente sus ventas, ocupando esta vez el octavo lugar. Del primer volumen se vendieron más de un millón de copias. Además, durante 2008 se vendieron 870 000 ejemplares del volumen 34, convirtiéndose en el duodécimo volumen mejor vendido de Japón. Los volúmenes 33 y 35 también estuvieron dentro de los veinte principales, pero vendieron menos ejemplares. En total, el manga vendió más de 3 100 000 copias en Japón en 2008, convirtiéndose en la quinta serie con mayor rendimiento comercial. En febrero de 2018, el manga alcanzó la cifra de 120 millones de ejemplares impresos (no vendidos) en todo el mundo.

### Anime
| Director                         | Noriyuki Abe                  |
| Creador original                 | Tite Kubo                     |
| Composición y guion              | Masashi Sogo                  |
| Dirección artística              | Natsuko Suzuki Sawako Takagi  |
| Animación y diseño de personajes | Masashi Kudo                  |
| Diseño del color                 | Hideo Kamiya Hiromi Anzai     |
| Edición                          | Junichi Uematsu Taeko Hamauzu |
| Planificación                    | Takashi Harada                |
| Dirección de sonido              | Ryo Oyama                     |
| Efectos de sonido                | Akiko Mutō                    |
| Grabación                        | Takashi Enomoto               |
| Música                           | Shirō Sagisu                  |

El anime de Bleach fue producido por los estudios Pierrot y dirigido por Noriyuki Abe. Se emitió por primera vez en Japón el 5 de octubre de 2004 en la cadena televisiva TV Tokyo y finalizó el 27 de marzo de 2012, con un total de 366 episodios divididos en dieciséis arcos argumentales. En un ranking publicado por TV Asahi de los cien anime más populares de 2006 sobre la base de una encuesta on-line, Bleach alcanzó el puesto siete, mientras que en 2005 había alcanzado el puesto cuarenta y dos. En 2007, Bleach fue nominado al premio estadounidense American Anime Awards.
También, se ha creado dos animaciones originales de la serie. La primera, Bleach: Memories in the Rain, se emitió en 2004 en Jump Festa y está basada en los episodios ocho y nueve del anime, aunque con versiones modificadas. Se centra principalmente en los sentimientos de Ichigo en relación con la muerte de su madre. La segunda, Bleach: The Sealed Sword Frenzy, se emitió en 2005 igualmente en Jump Festa. El argumento es que esta vez tienen que detener a un malvado shinigami llamado Baishin, quien se libera de un sello que la Sociedad de Almas le había colocado.
El doblaje en español tiene dos versiones diferentes: una en México para su transmisión en el resto de Hispanoamérica y otra, en España. Por medio de la administradora de licencias de VIZ Media, Andrea González, ambos países reciben la serie para su producción bajo la licencia VIZ. El doblaje en España se realizó en los estudios CYO STUDIOS, mientras que en Art Sound se llevó a cabo el doblaje en México. En España, Bleach es transmitido por Buzz, en Chile por Etc...TV y en Argentina, Venezuela, México, Colombia y Brasil (en portugués) por Animax Latinoamérica. Otras cadenas que emitieron la serie son: 3XL (Cataluña), Adult Swim y Galavisión (Estados Unidos), YTV (Canadá), MCM (Francia, Bélgica), Hyper (Polonia) y Animax (Hungría, Rumania).

### Películas
Existen cuatro películas de Bleach, todas dirigidas por Noriyuki Abe, el mismo director de la serie. Además, cada una cuenta con una trama original, en lugar de ser una adaptación de la historia del manga.
La primera película, Bleach: Memories of Nobody, se estrenó en Japón el 16 de diciembre de 2006, y su versión en DVD fue difundida el 5 de septiembre de 2007. La película se centra en la aparición de un extraño grupo de entes espirituales que se hacen llamar «Dark Ones», los cuales fueron expulsados de la Sociedad de Almas y ahora tratan de destruirla junto con el mundo real. Esta película fue seguida por Bleach: The DiamondDust Rebellion, estrenada el 22 de diciembre de 2007, y cuya versión en DVD fue lanzada el 3 de septiembre de 2008. En esta ocasión, un artefacto valioso conocido como el «Sello del Rey» es robado mientras lo trasladan a la Sociedad de Almas. Tōshirō Hitsugaya, el capitán de la décima división, a quien se asignó para transportar el sello, lucha contra el líder del grupo de ladrones y poco después desaparece misteriosamente, quedando él como el culpable. Más tarde, la tercera película, Bleach: Fade to Black - Kimi no na o yobu, se estrenó el 13 de diciembre de 2008 en Japón. Se revela el pasado de Rukia en esta película y la «verdad» que estaba encerrada dentro de sus recuerdos. La película fue difundida en DVD el 30 de septiembre de 2009. Por último, Bleach: Jigoku-hen, se estrenó el 4 de diciembre de 2010 y su producción fue supervisada por el propio Kubo. En el tráiler, Ichigo aparece frente a la Puerta del Infierno, que es el lugar donde son enviados los hollows que cometieron fechorías mientras eran seres humanos. Por otro lado, en marzo de 2010 Warner Bros. anunció que se iba a crear una adaptación a película en imagen real de la serie, la cual sería producida por Peter Segal y Michael Ewing.

### Banda sonora
Se han publicado once bandas sonoras para el anime y las películas, obra del compositor Shirō Sagisu. El primer álbum recopilado, Bleach: Original Soundtrack, se lanzó el 18 en mayo de 2005 y contiene veinticinco pistas, incluidos algunos temas de apertura y de cierre. Esto fue seguido por el disco compacto Bleach: Original Soundtrack II, el cual fue lanzado el 2 de agosto de 2006, con un total de veintitrés pistas. Asimismo, el álbum Bleach: The Best, que contiene las versiones completas de los primeros doce temas de apertura y de cierre de la serie, se lanzó a la venta el 13 de diciembre de 2006. El tercero, Bleach: Original Soundtrack III, fue lanzado el 5 de noviembre de 2008 y contiene veintisiete pistas. Más tarde surgió el cuarto disco, Bleach: Original Soundtrack IV, que fue difundido el 16 de diciembre de 2009 y cuenta con treinta pistas.
Además, cada película tiene su propio álbum: Bleach: Memories of Nobody Soundtrack fue lanzado el 13 de diciembre de 2006, Bleach: The DiamondDust Rebellion Soundtrack fue lanzado el 19 de enero de 2007, Bleach: Fade to Black - Kimi no na o yobu Soundtrack fue lanzado el 10 de diciembre de 2008 y, por último, Bleach: Jigoku-hen Soundtrack fue difundido el 1 de diciembre de 2010. Cada uno contiene más de veinte pistas.
Álbumes como Bleach: Best Tunes también han sido lanzados a la venta; similar a Bleach: The Best, este contiene otros doce temas de apertura y de cierre. Por otro lado, ocho CD drama han sido producidos para la serie, los cuales fueron interpretados por varios de los seiyū del anime. No obstante, estos CD drama solo fueron incluidos como parte de los lanzamientos en DVD de los episodios. The Bleach Beat Collections son álbumes publicados por Sony Music, en los cuales también participaron varios seiyū del anime, quienes proporcionaron información sobre las personalidades de los personajes que interpretan, así como sus propias personalidades. El primer disco fue lanzado el 22 de junio de 2005 y contiene más de veinte volúmenes.

### Musicales
Bleach ha sido adaptado en una serie de musicales de rock producidos conjuntamente por Pierrot y Nelke Planning. Se han producido cinco espectáculos musicales basados en la saga del «Shinigami sustituto» y la «Sociedad de Almas», así como otras dos actuaciones conocidas como «Bleach: Live Bankai Shows» y «Bleach: Live Bankai Shows II», aunque estas últimas no siguen la trama de la serie. El primer musical de Bleach fue titulado «Rock Musical Bleach — Saien» y se llevó a cabo del 17 al 28 de agosto de 2005, en Shinjuku, Tokio. Los musicales fueron dirigidos por Takuya Hiramitsu, el guion fue adaptado por Naoshi Okumura y la música fue compuesta por el dramaturgo Shoichi Tama. Además, las canciones son totalmente originales, por lo que no están basadas en la banda sonora del anime. Algunos de los actores que participan en estos musicales son Tatsuya Isaka, que interpreta a Ichigo Kurosaki, Miki Satō, que interpreta a Rukia Kuchiki, y Eiji Moriyama, que hace el papel de Renji Abarai.

### Videojuegos
Al igual que otras series, ha creado numerosos videojuegos de Bleach y éstos han aparecido en varios tipos de consolas. La historia de los videojuegos se centra en el argumento original de la serie. No obstante, algunos juegos difieren y desarrollan historias y personajes originales. En su mayoría los videojuegos son de lucha, aunque también se han incluido otros géneros como rol y aventura. Asimismo, todos los juegos que usan las consolas Sony han sido desarrollados por la empresa Sony Computer Entertainment. Mientras que los juegos de Nintendo y GameCube son desarrollados por Treasure Co. Ltd y distribuidos por Sega.
El primer videojuego de Bleach fue lanzado el 24 de marzo de 2005 para la consola PlayStation Portable, y fue titulado «Bleach: Heat the Soul». A pesar de que se han creado más de veinte videojuegos, la mayoría de estos solo han sido lanzados en Japón, aunque Sega ha lanzado los tres primeros juego Nintendo DS y el primero de Wii en Estados Unidos, Europa y Australia. Además, varios personajes de Bleach aparecen en los videojuegos crossover «Jump Super Stars» y «Jump Ultimate Stars», donde luchan con una gran cantidad de personajes de manga publicados por Shōnen Jump.
En el 2015, para teléfonos Android y iOS hay una nueva aplicación de Bleach llamado "Bleach: Brave Souls" incorporado y hecho por KLabGames.

### Juegos de cartas
La empresa japonesa Bandai ha producido numerosos juegos de cartas coleccionables basados en Bleach, y el primer juego, titulado «Bleach: Soul Card Battle», salió a la venta en Japón en el 2004. Por otro lado, en Estados Unidos fueron introducidos por Score Entertainment en mayo de 2007. Sin embargo, dejaron de difundirse en abril de 2009, justo antes del previsto lanzamiento de su séptima edición, «Bleach Infiltration». Esta cancelación se atribuyó a la crisis económica de 2008-2012, que afectó mucho a las ventas.
Los juegos de cartas coleccionables fueron diseñados por Aik Tongtharadol, y solo se podía jugar entre dos personas. El juego consistía en que cada jugador empezaba con al menos sesenta y una cartas, y un jugador perdía cuando los puntos de sus cartas llegaban a cero. Las cartas de los juegos fueron clasificadas en tres tipos diferentes: de refuerzo, de aumento de energía y de aumento de cartas.

### Artbooks y novelas
Como parte de una franquicia, también se han creado libros suplementarios de Bleach, tales como los artbook, aunque de este tipo solo ha sido publicado uno. El artbook, titulado «Bleach: All Colour But The Black (BLEACHイラスト集All　Colour　But　The　Black?)», fue difundido el 4 de diciembre de 2006 en Japón, y posteriormente fue difundido en Estados Unidos y Europa. El libro hace un repaso de todos los personajes de la serie que aparecen en los primeros diecinueve volúmenes. Además, incluye algunos comentarios de Tite Kubo, en los que el mangaka cuenta varias historias para revelar múltiples claves de su mundo creativo. La versión en español de este artbook fue publicada por la misma editorial encargada de publicar el manga en España, Editores de Tebeos —antiguamente Ediciones Glénat—.
Asimismo, cuatro databooks sobre la serie también han sido publicadas. Los dos primeros, llamados «Bleach: Official Character Book Souls» (BLEACH ―ブリーチ― OFFICIAL CHARACTER BOOK SOULs?), y «Bleach: Official Animation Book Vibes» (BLEACH ―ブリーチ― OFFICIAL ANIMATION BOOK VIBEs?), fueron difundidos el 3 de febrero de 2006. El tercero, «Bleach Official Bootleg: KaraBuri+» (BLEACH　OFFICIAL　BOOTLEG　カラブリ+?) fue lanzado el 3 de agosto de 2007. Además, una guía de personajes llamada «Tedious Everyday Tales Colorful Bleach» (徒然日常絵詞 カラフル ブリーチ Tsuredure Nichijou Ekotoba Karafuru Burīchi?) fue publicada en la revista V Jump, la guía contenía varias historias cortas sobre los aspectos de ficción de la serie. Los omake incluidos en el tercer databook tenían un estilo muy similar a los incluidos en el manga, pero éstos revelaban más de la vida cotidiana de los personajes. Por último, el cuarto libro, «Bleach: Official Character Book 2: MASKED» (BLEACH―ブリーチ―　OFFICIAL　CHARACTER　BOOK　2?), fue publicado el 4 de agosto de 2010. Este libro revela los detalles de los personajes que aparecieron cien años antes de la historia de la serie.
Por otro lado, la obra ha sido adaptada a dos novelas ligeras escritas e ilustradas por Tite Kubo y Makoto Matsubara. Ambas novelas fueron publicadas por la editorial Shūeisha y están basadas en el argumento de la serie. La primera novela, «BLEACH: Letters From The Other Side», fue publicada el 15 de diciembre de 2004, mientras que la segunda novela, «BLEACH: The Honey Dish Rhapsody», fue difundida el 30 de octubre de 2006.

### Spin off
El 16 de julio de 2018, dos años después de la finalización de Bleach, Tite Kubo participó en una publicación especial de la Shonen Jump en donde publicó e ilustró Burn the Witch, un manga one shot como una reimaginación moderna de bruja y dragones en un Londres de la actualidad. El manga capturó la atención de los fanes de Bleach, quienes notaron que la historia estaba ambientada en el mismo universo ficticio de su predecesora, además de que la trama transcurre doce años después del final de Bleach y de manera independiente a los acontecimientos de la misma. En 2020, con el anuncio de una temporada final para el anime de Bleach, también se hizo público que la Jump había autorizado la serialización de Burn the Witch y la producción de una OVA como parte de la celebración del vigésimo aniversario del manga. Se esperaba que el manga comenzara su publicación en algún punto de 2020 y que su adaptación animada se lanzara alrededor de las mismas fechas que la temporada final de Bleach.

## Recepción
Tanto el anime como el manga de Bleach han alcanzado un gran éxito dentro y fuera de Japón. Del primer volumen se vendieron más de un millón de copias, y durante el 2008 se vendieron 870 000 ejemplares del volumen 34, convirtiéndose en el duodécimo volumen más vendido de Japón. Los volúmenes 33 y 35 también estuvieron dentro de los veinte principales, pero se vendieron menos ejemplares. En total, el manga ha vendido más de 3 100 000 copias, siendo la quinta serie con las cifras de ventas más altas para el 2008. Además, en el 2009 fue considerado el tercer manga más vendido, siendo solamente superado por One Piece y Naruto respectivamente. Sin embargo, para el 2011 Bleach redujo considerablemente sus ventas, ocupando esta vez el octavo lugar. En 2005, el manga obtuvo el premio Shōgakukan en la categoría shōnen, uno de los galardones más prestigiosos, que se entrega anualmente en Japón. En Estados Unidos, Bleach también fue nominado al premio American Anime Awards del 2007. No obstante, la serie no consiguió ningún premio en ninguna categoría. En un ranking publicado por TV Asahi de los cien anime más populares del 2006 sobre la base de una encuesta en línea en Japón, Bleach alcanzó el séptimo puesto, pese a que en 2005 alcanzó el puesto cuarenta y dos.
Diversas publicaciones de diferentes medios han servido para elogiar y criticar la serie. Deb Aoki de About.com consideró a Bleach como el mejor manga del género shōnen del 2007 junto con Eyeshield 21, colocándolo en la lista de los mejores diez manga de dicho género y elogiando «la historia, las secuencias de la acción y el gran desarrollo del los personajes». Sin embargo, Jarred Pine —revisor de Mania.com— criticó el primer volumen al considerarlo un inicio desapacible, con batallas mediocres que no llamaban la atención del lector y una mala introducción del personaje principal, Ichigo Kurosaki, cuya característica principal es su deseo de proteger a los demás. A pesar de ello, Pine señaló que personalmente le encantó la serie. Por otro lado, Carlos Santos de Anime News Network elogió la adaptación del anime y lo describió como «un anime increíblemente entretenido que te agarrará y se negará a dejarte ir». María Lin de Animefringe comentó que le gustaron las variedades de personajes. También elogió la serie por su atención a los detalles, el equilibrio de la gravedad y la comedia. Lin añadió que «el anime merece su popularidad. Tiene algo para todos: lo sobrenatural, comedia, acción y un poco de romance, todo unido con una excelente animación y un sonido muy entusiasta». Adam Arseneau de DVD Verdict afirmó que Bleach es una «serie que mejora conforme pasan los capítulos» y sus personajes están «sorprendentemente bien desarrollados y diseñados». Asimismo, Holly Ellingwood de Active Anime elogió al anime por la perfección de sus géneros «la emoción, el humor y la intriga sobrenatural». A su juicio, la serie «hace un trabajo maravilloso, y no solo con los episodios, sino también con los personajes secundarios». Además, halagó a la serie por sus efectos especiales y su intrigante trama, «una brillante mezcla de acción, disparatada comedia y cautivadores personajes».